# Like a Prayer (албум)
 (срп. Као молитва) је четврти студијски албум поп певачице Мадоне, издат 21. марта 1989. од стране Sire Records. Сматра се једним од њених најбољих и уметнички најкомплетнијих албума, као и једним од њених комерцијално најуспешнијих албума, са продатих 13,5 милиона примерака.

## Историја албума
Овај албум се сматра Мадониним ремек-делом, и њеним у то време најбољим изразом, јер су у албум инкорпорирани елементи попа, соула, фанка, рока и денса. Снимљен је 1988. са њеним ранијим сарадницима Патриком Леонардом и Стивеном Брајем, а садржи и дует са поп певачем Принцом. На њему се налазе и далеко личније песме, у којима Мадона говори о губитку своје мајке (Promise to Try), као и пропалом браку са глумцем Шон Пеном (Till Death Do Us Part). Посвета албума гласи „мојој мајци, која ме научила како да се молим“.
Прва издања албума су била парфимисана пачули уљем, Мадониним омиљеним. Такође су садржала и инфо књижицу о тада релативно новој опасности од ХИВ-а, која се може наћи и у данашњим издањима албума.
Пре него што се албум појавио у продаји, Мадона је склопила договор са Пепсијем, по коме ће они искористити насловну песму албума у својој реклами. Реклама је и снимљена, и емитована неколико пута, све док није изашао контроверзни спот, у коме Мадона љуби црног свеца, добија стигматске ране и плеше пред пољем запаљених крстова. Иако је порука спота била антирасистичка, Пепси није желео да ризикује, па је повукао рекламу, али је Мадона задржала 5 милиона долара аванса.
Ова контроверза је моментално изазвала махниту медијску пажњу, што је довело до чињенице да је албум месец дана био први на Билбордовој листи продаје. Са албума је изашло 6 јако успешних синглова.

## Списак песама
| #   | Име                                                               | Трајање |
| --- | ----------------------------------------------------------------- | ------- |
| 1.  | Аутори: Мадона, Патрик Леонард Продуценти: Мадона, Патрик Леонард | 5:40    |
| 2.  | Аутори: Мадона, Стивен Брај Продуценти: Мадона, Стивен Брај       | 4:39    |
| 3.  | Аутори: Мадона, Принс Продуценти: Мадона, Принс                   | 4:52    |
| 4.  | Аутори: Мадона, Патрик Леонард Продуценти: Мадона, Патрик Леонард | 5:18    |
| 5.  | Аутори: Мадона, Патрик Леонард Продуценти: Мадона, Патрик Леонард | 3:38    |
| 6.  | Аутори: Мадона, Патрик Леонард Продуценти: Мадона, Патрик Леонард | 5:03    |
| 7.  | Аутори: Мадона, Патрик Леонард Продуценти: Мадона, Патрик Леонард | 4:21    |
| 8.  | Аутори: Мадона, Патрик Леонард Продуценти: Мадона, Патрик Леонард | 4:57    |
| 9.  | Аутори: Мадона, Стивен Брај Продуценти: Мадона, Стивен Брај       | 5:03    |
| 10. | Аутори: Мадона, Патрик Леонард Продуценти: Мадона, Патрик Леонард | 5:17    |
| 11. | Аутор: Мадона Продуценти:                                         | 2:19    |

## Синглови
| #  | Име                             | Датум          |
| -- | ------------------------------- | -------------- |
| 1. |                                 | Фебруар 1989.  |
| 2. |                                 | Мај 1989.      |
| 3. |                                 | Август 1989.   |
| 4. |                                 | Новембар 1989. |
| 5. | (Европа/Аустралија)             | Децембар 1989. |
| 6. | (Сев. Америка/Јапан/Аустралија) | Јануар 1990.   |

## Оцена критике
Албум је добио неподељено добре критике, и оцењен је углавном максималном оценом. Часопис Rolling Stone је за албум изјавио да представља "најближе уметности колико поп може да приђе", и назива га "њеним најнеодољивијим делом". All Music Guide тврди да "иако је очигледан Мадонин покушај да направи 'озбиљан' албум, калеидоскопска разноликост поп жанрова на албуму је запањујућа". Роберт Кристго карактерише албум као "пун заразних клишеа, али пошто долазе од иконе, они су изазивајући и узбуђујући, а са временом ће то бити још више", и даје му оцену B+.
Годинама касније проглашен је за 100. најбољи албум свих времена на каналу VH1, 16. најбољи женски рок албум, као и 237. најбољи албум свих времена по Rolling Stone-у.

## Продаја
| Држава               | Највиша позиција на листи | Сертификација        | Продаја     |
| -------------------- | ------------------------- | -------------------- | ----------- |
| Аустрија             | 1                         | Платинасти           | 50,000+     |
| Бразил               |                           | 2x Платинаст         | 730,000     |
| Канада               |                           | 5x Платинаст         | 500,000+    |
| данска               | 26                        |                      |             |
| Финска               |                           | Платинасти           | 70,818+     |
| Француска            | 1                         | 2x Платинасти        | 600,000+    |
| Немачка              | 1                         | 3x Златни            | 450,000+    |
| Холандија            |                           | Платинасти           | 100,000+    |
| Норвешка             | 1                         |                      |             |
| Шведска              | 1                         |                      |             |
| Швајцарска           | 1                         | 2x Платинасти        | 100,000+    |
| Уједињено Краљевство | 1                         | 4x Платинасти        | 1,200,000+  |
| САД                  | 1                         | 4x Платинасти        | 4,000,000+  |
| СВЕТ                 |                           | [ 15 ] [ 16 ] [ 17 ] | 13,500,000+ |

## Сарадници на албуму

#### Особље
- Џулија Тесан - синтисајзер, вокал, пратећи вокал
- Роуз Бенкс - пратећи вокал
- Риверенд Дејв Боруф - брес
- Стивен Брај - синтисајзер
- Луис Конте - удараљке
- Лери Корбет - виолончело
- Андре Крауч - рефрени
- Сандра Крауч - тамбурина
- Паулињо да Коста - удараљке
- Дона Де Лори - пратећи вокал
- Лин Фидмонт - пратећи вокал
- Чак Финдли - дувачки инструменти
- Брус Герш - гитара
- Ники Херис - пратећи вокал
- Ден Хаф - гитара
- Дик Хајд - дувачки инструменти
- Ренди Џексон - бас
- Честер Кејмен - гитара
- Гири Ланије - клавинет
- Патрик Леонард - синтисајзер, клавир, Хамонд клавир, Хамонд оргуље, клавинет
- Маркос Лоја - гитара, пратећи вокал
- Стив Мадајо - дувачки инструменти
- Мерилин Мартин - пратећи вокал
- Џозеф Мејер - хорна
- Џонатан Мофет - бубњеви
- Џеф Поркаро - бубњеви, маримба
- Гај Прет - бас
- Џон Ронинсон - бубњеви
- Ричард Тод - хорна
- Дејвид Вилијамс - гитара
- Џај Виндинг - синтисајзер

#### Продукција
- Продуценти: Мадона, Патрик Леонард, Стивен Брај, Принс
- Аранжман хорни: Чак Финдли
- Аранжмани гудачких инструмената: Бил Мејерс
- Концерт мајстор: Сузи Катајама

#### Дизајн
Уређивање, фотографија, дизајн: Кристофер Чиконе